# Skoruszowa Baszta

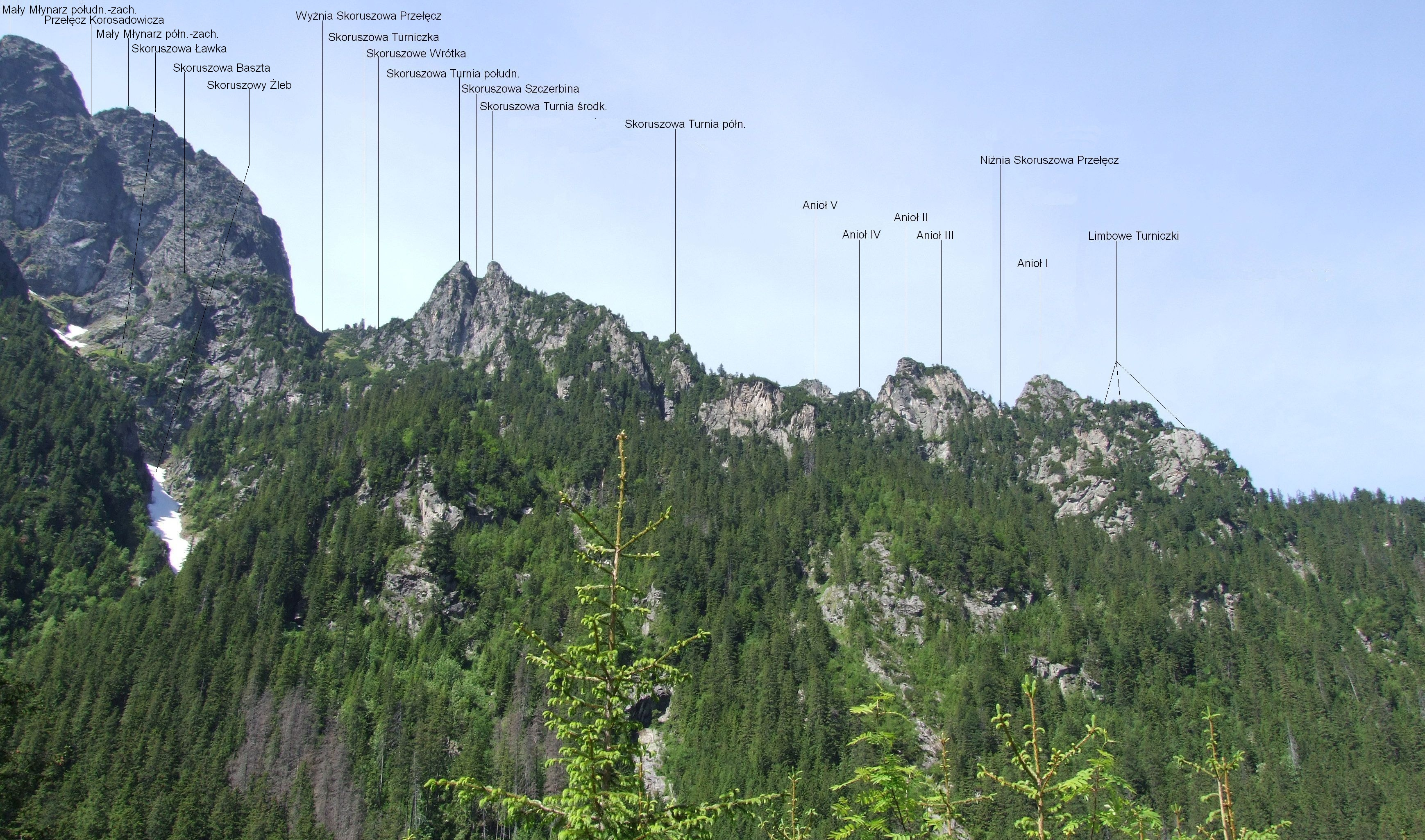
Widok z Doliny Białej Wody

Skoruszowa Baszta (słow. Skorušia bašta, 1737 m) – niepozorna turnia w masywie Małego Młynarza w słowackich Tatrach Wysokich. Znajduje się w północnym, opadającym do Skoruszowego Żlebu filarze północno-zachodniego wierzchołka Małego Młynarza (ok. 1960 m). Skoruszową Basztę od Małego Młynarza oddziela Skoruszowy Przechód. Północny filar wraz ze Skoruszową Basztą oddzielają Skoruszowy Żleb od jego odnogi – Małego Skoruszowego Żlebu opadającego z Wyżniej Skoruszowej Przełęczy.
Opadającą do Skoruszowego Żlebu ścianę Skoruszowej Baszty przecina Skoruszowa Ławka – system skalnych półek i zachodzików wykorzystywany przez taterników jako łatwiejszy fragment dróg wspinaczkowych.
Autorem nazw Skoruszowa Baszta i Skoruszowy Przechód jest Władysław Cywiński. Prowadzi przez nie droga wspinaczkowa na Wyżnią Skoruszową Przełęcz, w przewodniku W.Cywińskiego opisana pod nr 169 (Ze Skoruszowego Żlebu przez Skoruszową Basztę; II w skali tatrzańskiej, czas przejścia 2 godz., miejscami zarośla kosodrzewiny). Masyw Młynarza jest jednak zamknięty dla turystów i taterników (obszar ochrony ścisłej Tatrzańskiego Parku Narodowego). Wspinaczka dopuszczalna jest tylko w masywie Małego Młynarza i to tylko od 21 grudnia do 20 marca.